# Mogens Jørgensen
Mogens Henri Jørgensen, född 26 februari 1914 i Köpenhamn, död 31 juli 2007, var en dansk målare.  
Mogens Jørgensen var son till vinhandlaren och grosshandlaren Charles Valdemar Jørgensen (1873-1950) och Ellen Westergaard (1883-1957). Han utbildade sig för
Peter Rostrup Bøyesen 1932-33 och på Det Kongelige Danske Kunstakademi 1941. Han debuterade på Kunstnernes efterårsudstilling i Köpenhamn 1938. 
Han har framför allt gjort sig känd från mitten av 1950-talet för omkring 25 utsmyckningar i kyrkor i Danmark och i Sverige: glasmosaiker, altartavlor, bonader med mera. Hans största verk är de 950 kvadratmeter stora glasmosaikerna på de fyra väggarna runt kyrkorummet i Tibble kyrka i Täby kommun utanför Stockholm. Han fick Eckersbergmedaljen 1984,
Mogens Jørgensen gifte sig 1944 med den svensk danska skulptören och arkitekten Gudrun Steenberg (1914-98) med vilken han hade nära konstnärligt samarbete, bland annat i Tibble kyrka.

## Offentliga verk i urval
- Hover kirke vid Vejle i Danmark
- Rejsby kirke vid Ribe i Danmark
- Christianskirken i Kongens Lyngby
- Glasmålningar i Arlövs kyrka
- Fredenskirken i Viby vid Århus
- Nørrelandskirken i Holstebro
- Værløse Kirke
- Mosaikvägg till Båring højskole i Asperup på Fyn i Danmark
- Glasmosaiker i Tibble kyrka, 1978
- Glasmosaik i Blågårs kirke i Köpenhamn, 1993